# Yusuf Alli
Yusuf Alli (ur. 28 lipca 1960 w stanie Bendel) – nigeryjski lekkoatleta, specjalista skoku w dal, dwukrotny mistrz Afryki oraz mistrz igrzysk Wspólnoty Narodów w 1990, trzykrotny olimpijczyk.
Odpadł w eliminacjach skoku w dal na igrzyskach olimpijskich w 1980 w Moskwie. Zwyciężył w tej konkurencji na uniwersjadzie w 1983 w Edmonton. Zajął 8. miejsce na mistrzostwach świata w 1983 w Helsinkach oraz 9. miejsce na igrzyskach olimpijskich w 1984 w Los Angeles. Zdobył srebrny medal na mistrzostwach Afryki w 1984 w Rabacie, za swym rodakiem Paulem Emordim.
Zdobył srebrny medal na igrzyskach afrykańskich w 1987 w Nairobi (przegrywając jedynie z Emordim). Zajął 11. miejsce na mistrzostwach świata w 1987 w Rzymie. Na igrzyskach olimpijskich w 1988 w Seulu odpadł w kwalifikacjach (zajął w nich 14. miejsce).
Zwyciężył na mistrzostwach Afryki w 1988 w Annabie, a także na mistrzostwach Afryki w 1989 w Lagos. Na tych drugich mistrzostwach uzyskał rezultat 8,27 m, który był rekordem Afryki, a do tej pory (październik 2020) jest rekordem Nigerii. Zdobył złoty medal na igrzyskach Wspólnoty Narodów w 1990 w Auckland, przed Australijczykiem Davidem Culbertem i innym Nigeryjczykiem Festusem Igbinoghene. Uzyskał wówczas odległość 8,39 m, ale przy zbyt silnym  wietrze. Ponownie zdobył srebrny medal na igrzyskach afrykańskich w 1991 w Kairze, przegrywając ze swym kolegą z drużyny Nigerii George’em Ogbeide. 